# Коридори часу
«Коридори часу», також відомий як «Світ Софі» (норв. Sofies verden) — норвезький фільм у жанрі фентезі з елементами наукової фантастики 1999 року. Розрахований на будь-яку глядацьку аудиторію.

## Сюжет
Ця історія розповідає про дивовижні подорожі 14-річної Софі через простір і час. Їй належить зустрітися з Сократом, Коперником, Шекспіром, Леонардо да Вінчі, Мікеланджело і багатьма іншими.

## Актори
- Сільє Сторстейн[ru] — Софі Амундсен / Хільде
- Томас фон Бремссен[no] — Альберто Нокс
- Андріне Сетер[en] — мама Софі
- Б’єрн Флоберг[no] — Альберт Нег
- Ганс Альфредсон[no] — Сократ
- Нілс Вогт — учитель
- Мінкен Фосхайм — мама Хільде
- Х’єрсті Голмен — пані Йонсен
- Інгар Гельге Гімле[ru] — пан Йонсен
- Каре Конраді — Гамлет
- Еспен Скьонберг — Леонардо да Вінчі
- Фін Шо[ru] — Йоганн Гутенберг
- та інші